# استان ماترا

استان ماترا (به ایتالیایی: Provincia di Matera) از استان‌های کشور ایتالیا است. استان ماترا در جنوب این کشور قرار دارد. مرکز این استان شهر ماترا و زیرمجموعه ناحیه باسیلیکاتا می‌باشد. مساحت این استان ۳٬۴۴۷ کیلومتر مربع و جمعیت آن ۲۰۳٬۶۲۷ نفر است.